# (15806) Kohei
(15806) Kohei est un astéroïde de la ceinture principale.

## Description
(15806) Kohei est un astéroïde de la ceinture principale. Il fut découvert le 15 avril 1994 à Kitami par Kin Endate et Kazuro Watanabe. Il présente une orbite caractérisée par un demi-grand axe de 3,02 UA, une excentricité de 0,12 et une inclinaison de 10,3° par rapport à l'écliptique.

## Compléments